# Passiflora quadriflora
Passiflora quadriflora är en passionsblomsväxtart som beskrevs av Ellsworth Paine Killip. Passiflora quadriflora ingår i släktet passionsblommor, och familjen passionsblomsväxter. Inga underarter finns listade i Catalogue of Life.